# Neomyia kaindiensis
Neomyia kaindiensis är en tvåvingeart som först beskrevs av Shinonaga och Tadao Kano 1983.  Neomyia kaindiensis ingår i släktet Neomyia och familjen husflugor. Inga underarter finns listade i Catalogue of Life.